# 羅伯森縣 (肯塔基州)
羅伯森县（英語：Robertson County）是位於美國肯塔基州北部外藍草地區的一個縣。面積259平方公里。根據美國2000年人口普查，共有人口2,226人，是全州人口最少的縣。縣治芒特奧利弗特（Mount Olivet）。
羅伯森县成立於1867年2月11日。縣名是爲了紀念聯邦眾議員、州眾議員、州務卿喬治·羅伯森。

## 地理
根據美国人口调查局的數據，克伦肖县的總面積是259km²（100 mi²）。陸地幾乎佔有全部，達259km²（100 mi²），餘下之0km² （0 mi²，相等于0.04%）則為水域。

## 人口
根据美国人口调查局於2000年時所作的统计，羅伯森縣有2266名居民，866戶及621個家庭。其人口結構如下：98.63%為白人、0.04%為黑人和非洲裔美國人、0.04%為美洲原住民、0.22%為其他種族、1.06%為由數個種族相合以成（即混血兒）、0.93%的人口為西班牙裔或拉丁美洲任何種族。
羅伯森縣共有866戶，其中31.10%有未滿18歲的孩子與他們同住、57.60%與配偶生活在一起、9.10%是一位女人居住而沒有與丈夫同居、而28.20%是沒有成家之人。
在羅伯森縣人口中有23.80%的年齡是在18歲以下、6.70%是從18嵗至24歲的人、27.10%是從25歲至44歲的人、25.50%是45至64歲和16.90%的人在65歲以上。其人民平均年齡為40歲，每100名女性便有約92.50名男性。
此縣每戶入息中位數為30581美元，每家則為35521美元。男性的入息中位數為27656美元，而女性則為20476美元。人均收入為13404美元。約17.50%的家庭和22.20%的人口處於貧窮線以下，當中有30.30%未滿18歲、24.10%達65歲或以上。